# Sân bay quốc tế Salgado Filho

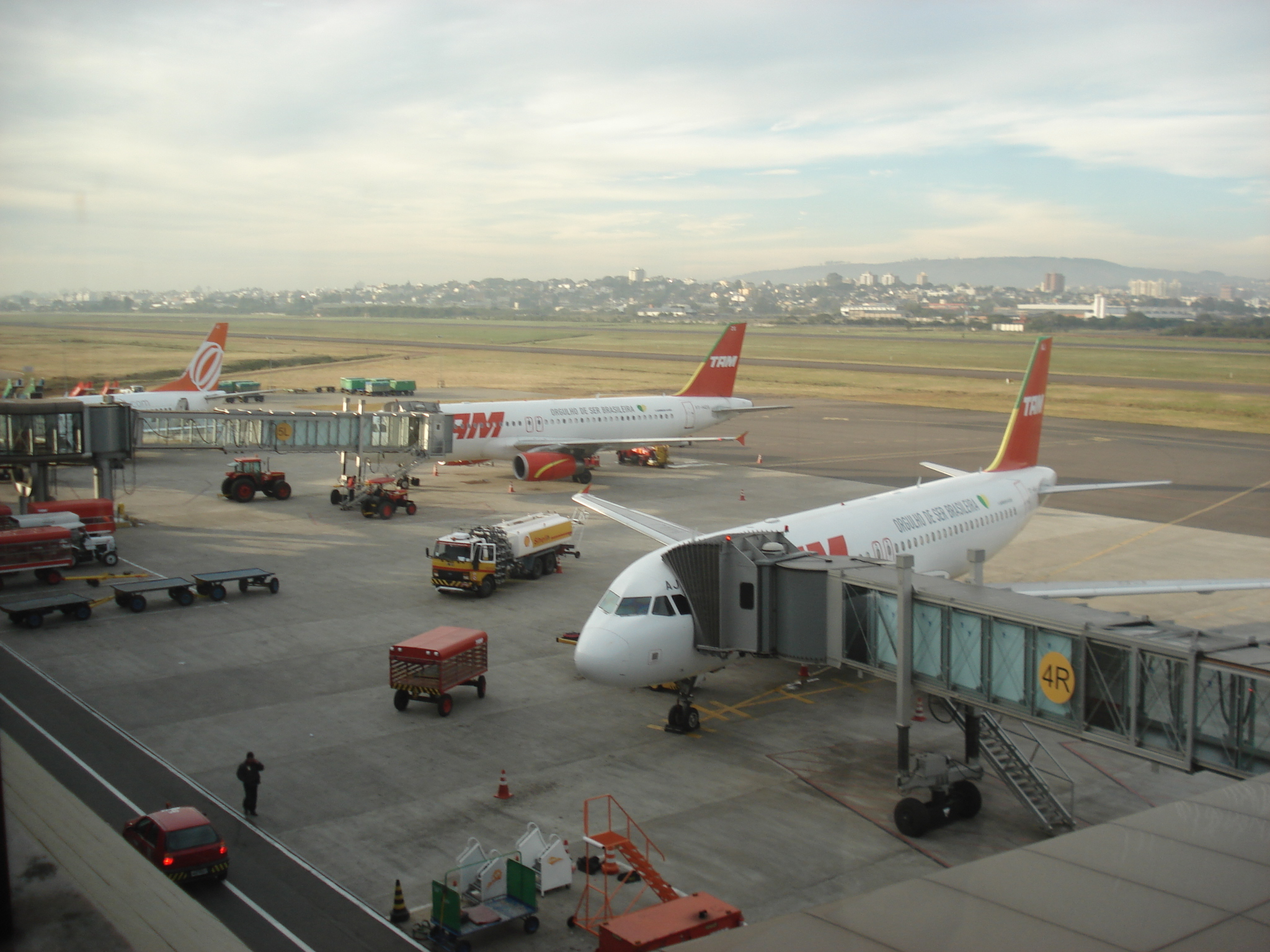
Các máy bay của TAM Airlines và Gol Transportes Aéreos tại Salgado Filho

Sân bay quốc tế Salgado Filho (IATA: POA, ICAO: SBPA) là một sân bay ở Porto Alegre, bang Rio Grande do Sul, Brasil.
Nhà ga hành khách rộng 37.600 m² có 32 quầy thủ tục. Sân bay này cách trung tâm thành phố 6 km.
Sân bay quốc tế Salgado Filho là sân bay đầu tiên ở khu vực châu Mỹ Latinh có rạp chiếu bóng và trung tâm mua sắm.
Năm 2007, sân bay này phục vụ 4.444.748 lượt khách với 68.827 lượt chuyến, là sân bay bận rộn đứng hàng thứ sáu tại Brasil.

## Các hãng hàng không và các tuyến điểm
- ABSA - Aerolinhas Brasileiras (hàng hóa)
- Aerolíneas Argentinas (Buenos Aires-Ezeiza, Cordoba, Montevideo)
- Gol Transportes Aéreos (Montevideo, Buenos Aires-Ezeiza, Córdoba, Rosário, Rio De Janeiro-Galeão, São Paulo-Congonhas, São Paulo-Guarulhos, Salvador, Curitiba, Florianópolis, Fortaleza, Manaus, Brasília, Campo Grande, Cuiabá, Palmas, Ilhéus, Goiânia, Belém, Campinas)
- LAN Cargo (cargo)
- NHT Linhas Aéreas (Passo Fundo, Caxias do Sul, Navegantes, Curitiba, Santa Maria, Santa Rosa, Horizontina, Rio Grande, Pelotas, Rivera, Uruguaiana, Bagé)
- OceanAir (São Paulo-Guarulhos, São Paulo-Congonhas, Rio de Janeiro-Galeão, Curitiba, Campinas)
- PLUNA (Montevideo)
- TAM Airlines (TAM Linhas Aéreas) (Brasília, Buenos Aires-Ezeiza, Campinas, Curitiba, Florianópolis, Fortaleza, Rio de Janeiro-Galeão, Salvador, São Paulo-Congonhas, São Paulo-Guarulhos)
- TRIP Linhas Aereas (Cascavel, Londrina)
- Varig (Buenos Aires-Ezeiza, São Paulo-Congonhas, Rio De Janeiro-Galeão, Florianópolis, Brasília, Salvador, Curitiba, Fortaleza, Manaus, São Paulo-Guarulhos, Belo Horizonte-Confins)
- Varig Logística (cargo)
- WebJet Linhas Aéreas (Rio De Janeiro-Galeão, Curitiba, Salvador)

## Tai nạn và sự cố
- Ngày 17 tháng 7 năm 2007: Chuyến bay số 3054 của TAM Airlines bay từ Salgado Filho tới sân bay Congonhas và bị rơi khi đang cố gắng hạ cánh. Tất cả 187 hành khách và phi hành đoàn đều chết.

## Hình ảnh

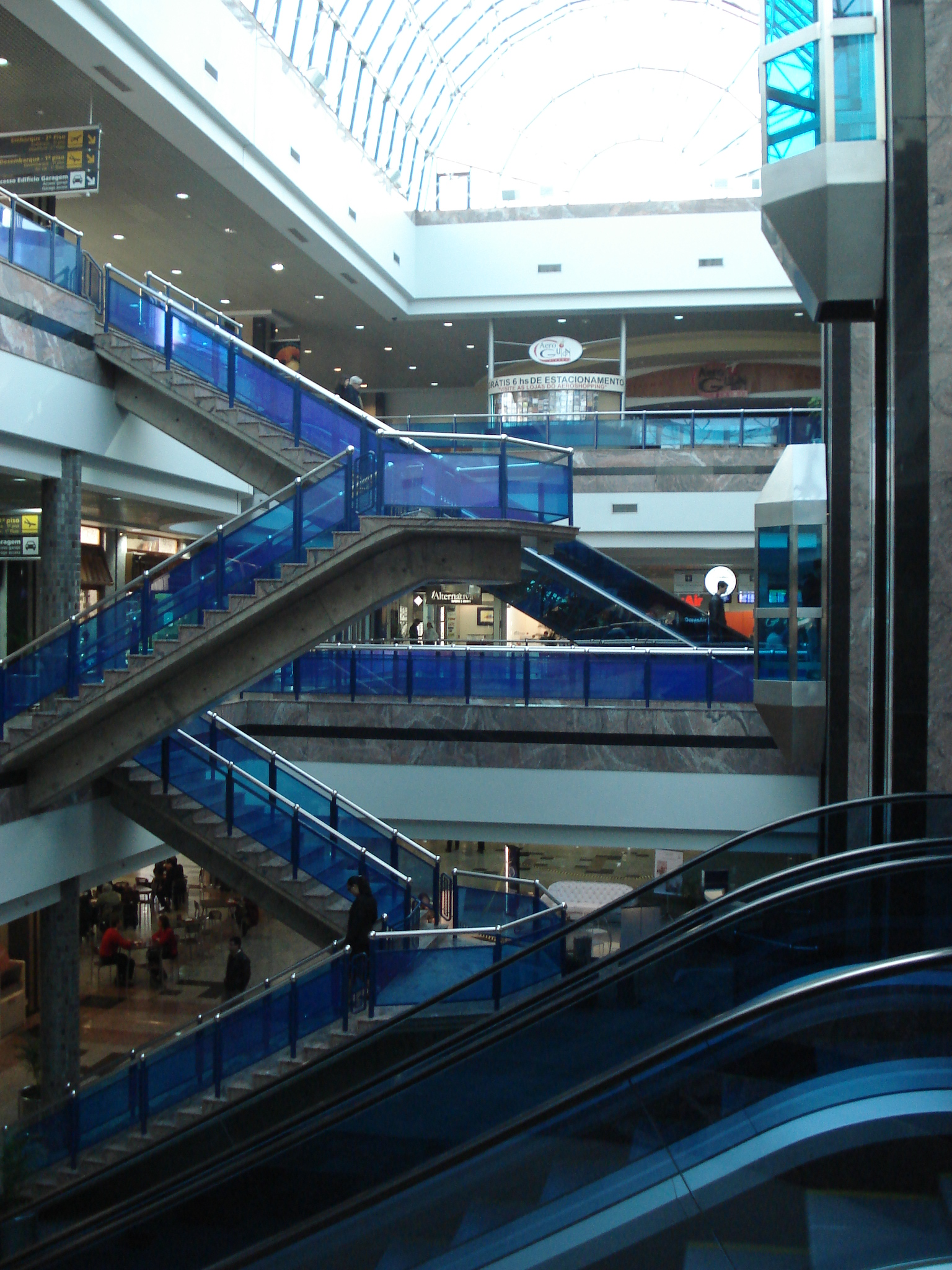
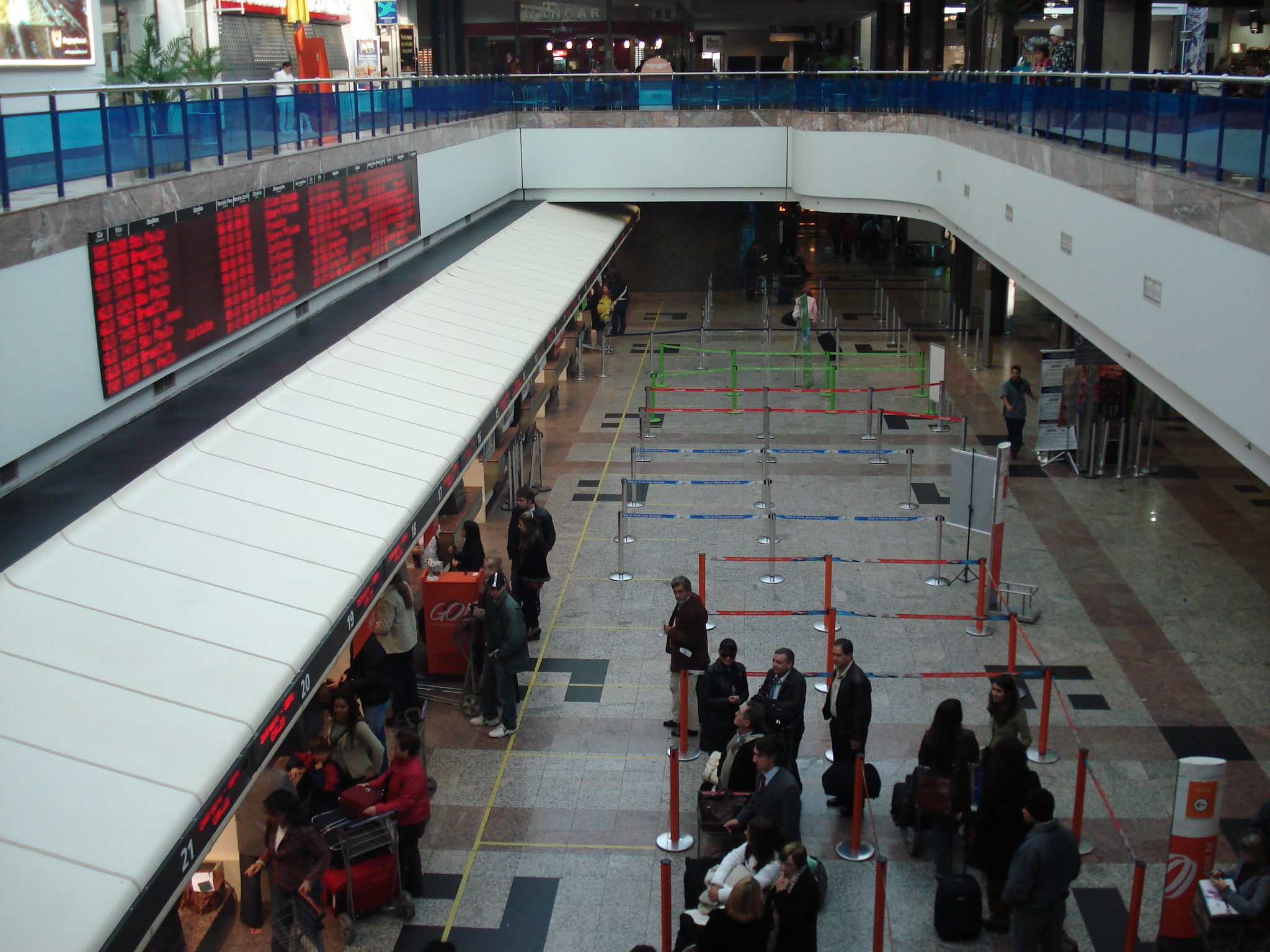
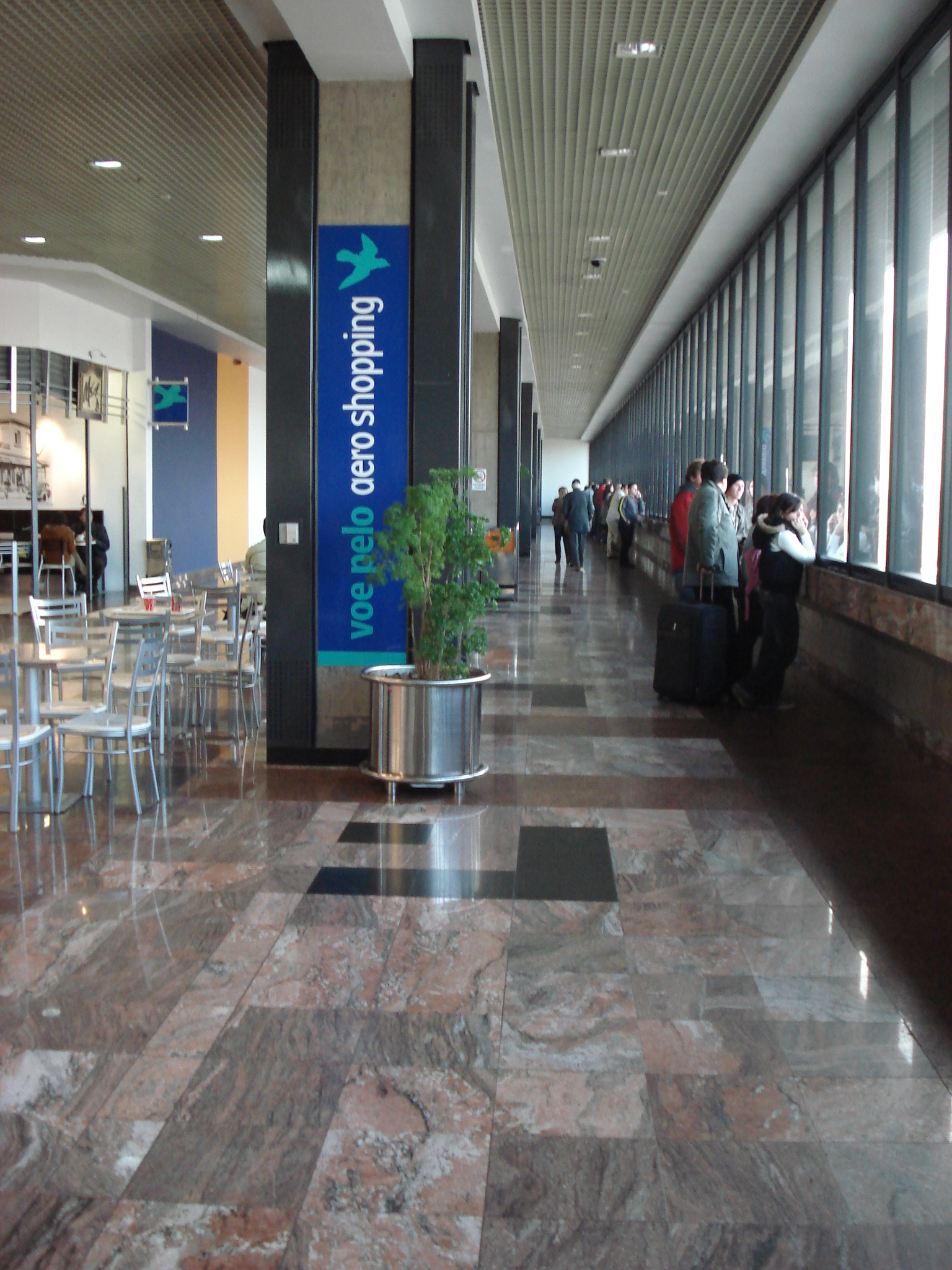
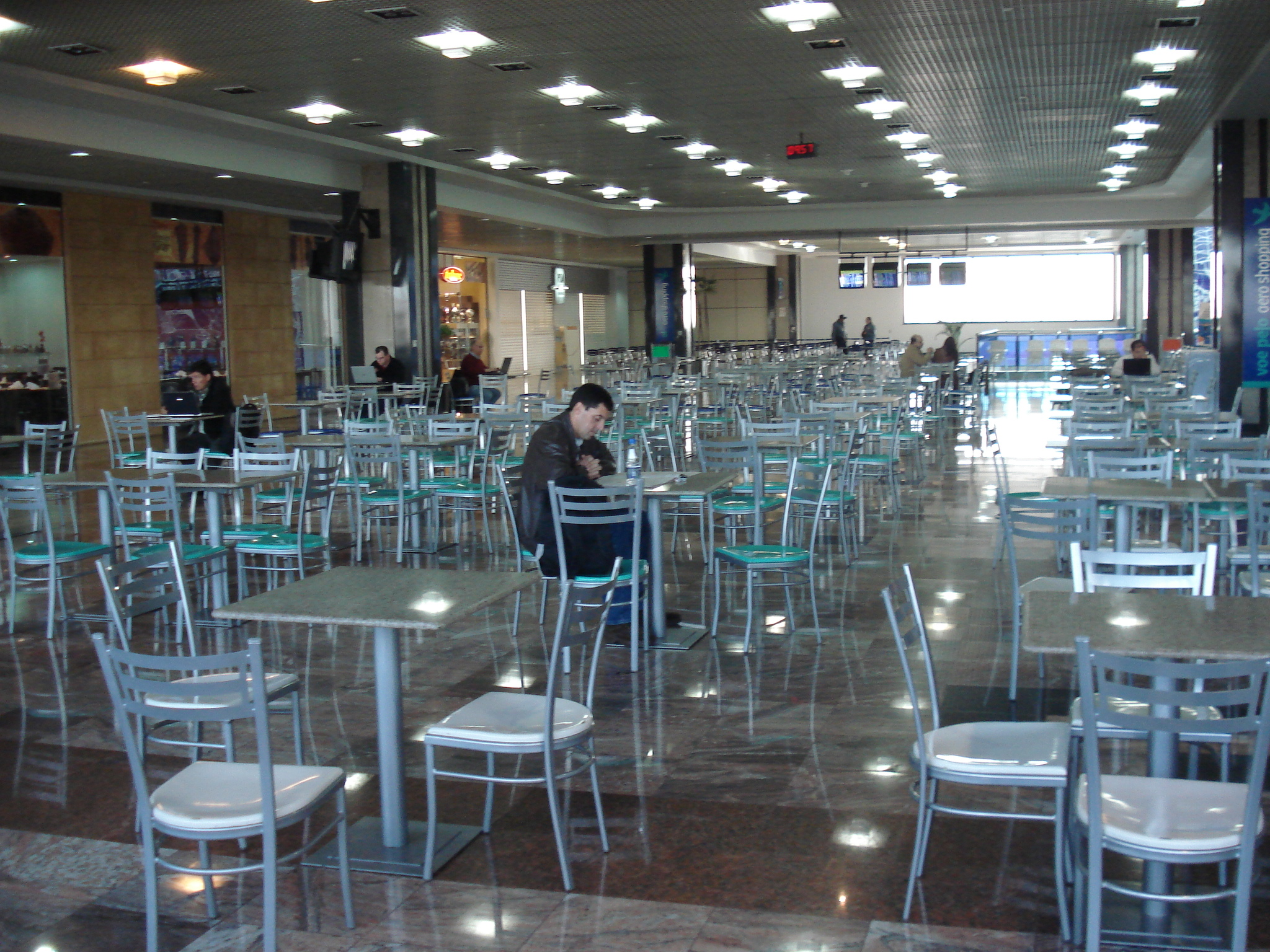
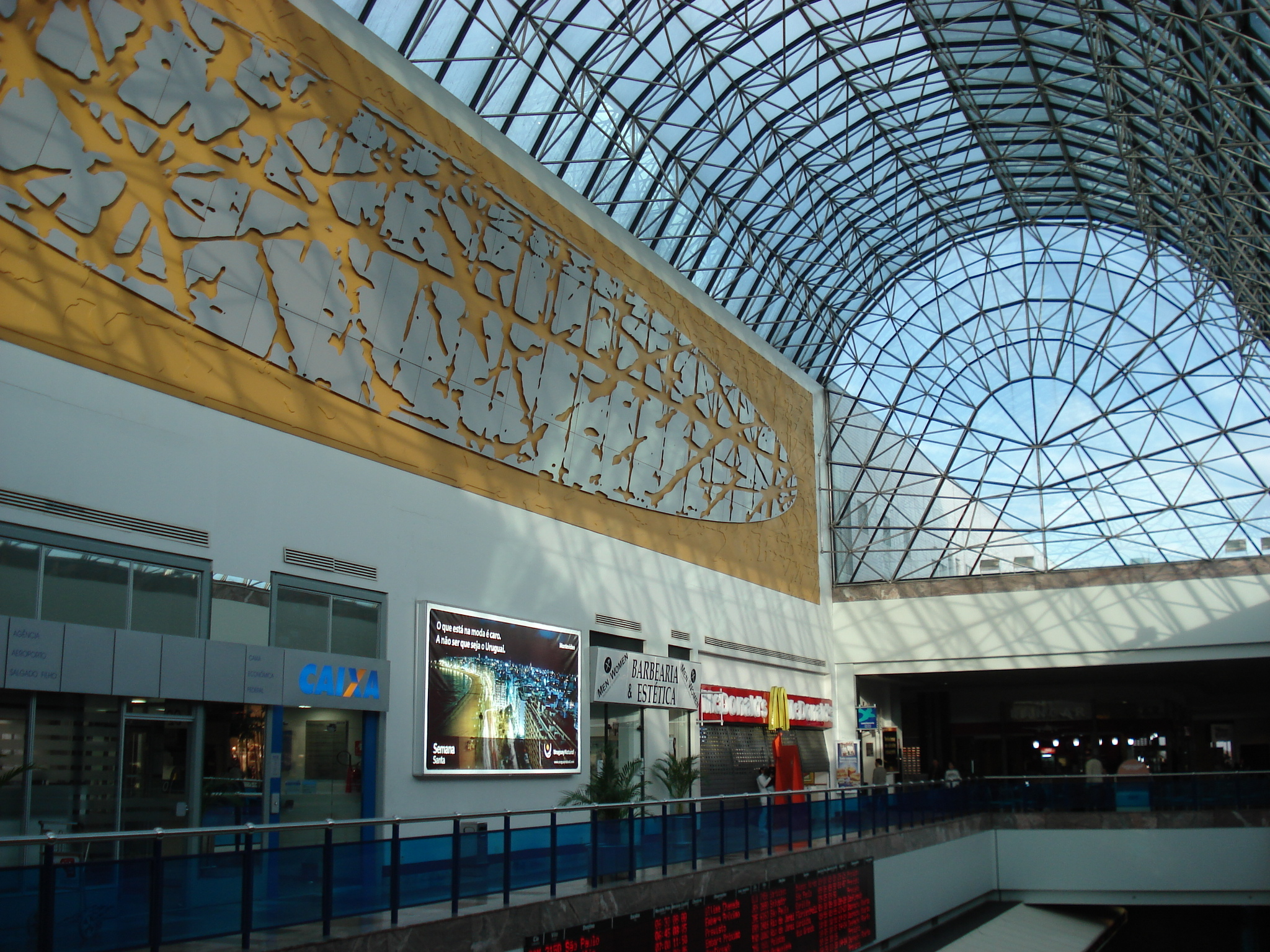
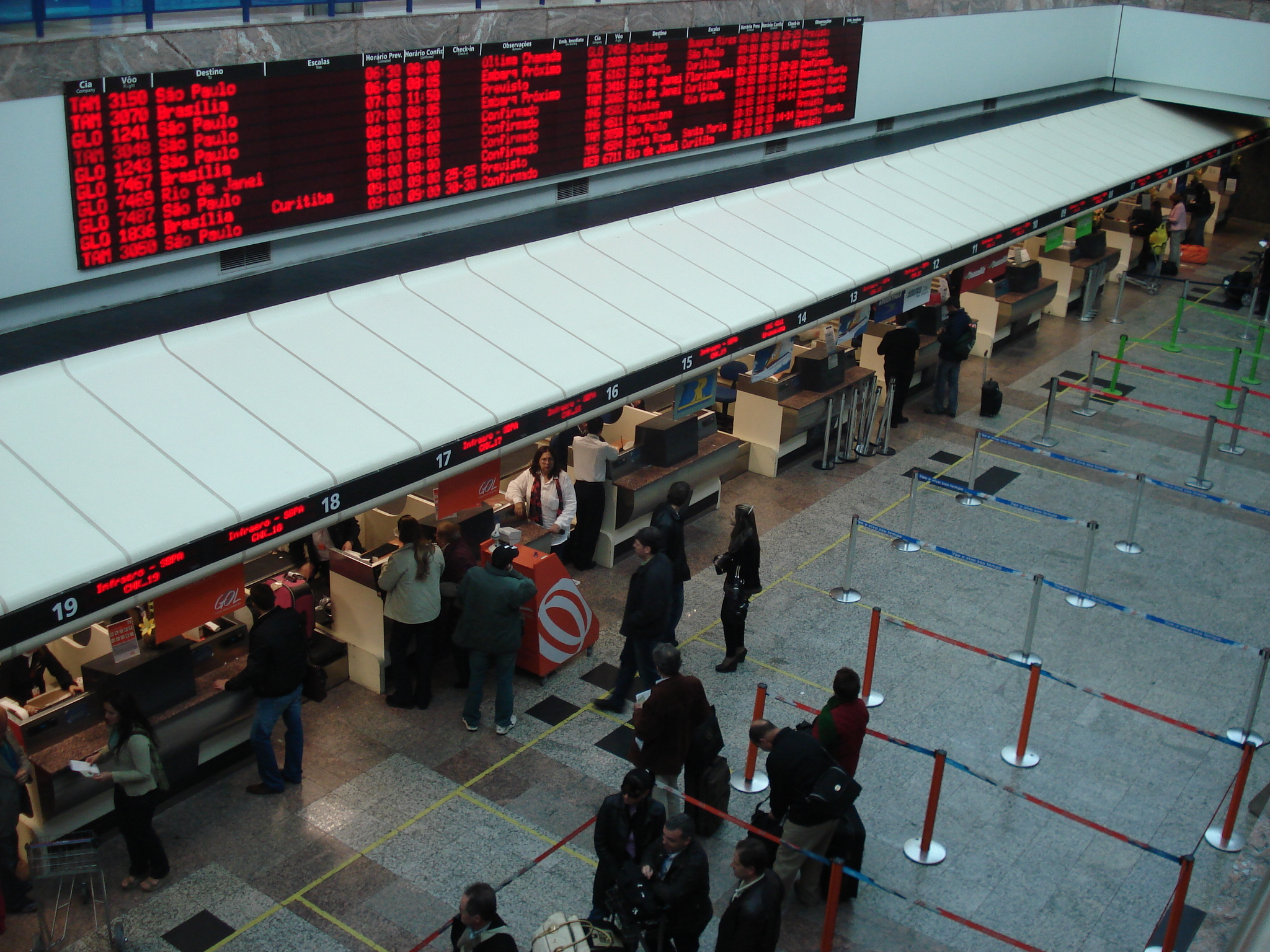
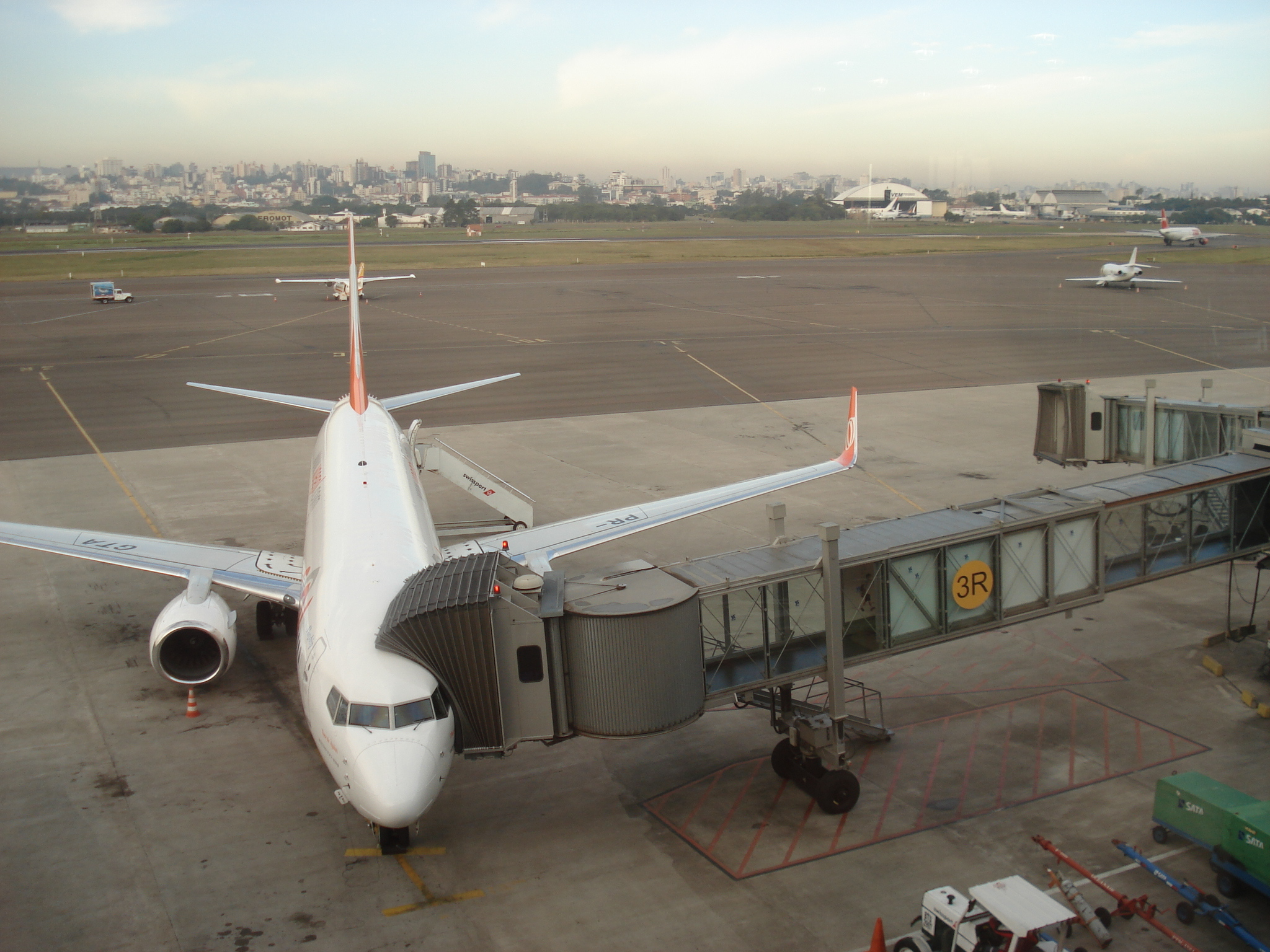